# خیابان چهار مردان
خیابانی از خیابان‌های اصلی قم است که نام رسمی آن خیابان انقلاب است ولی مردم قم آن را به نام خیابان چهار مردان (چارمندون، در لهجه محلی) می‌شناسند. در سال‌های بسیار دور، اهالی این محله بر سر تقسیم آب اختلاف داشتند. در نهایت، توافق کردند که از هر محله یک نماینده هنگام تقسیم آب حضور پیدا کند. به مرور زمان، چهار مرد از محله‌های مختلف به تقسیم مجرای آب می‌پرداختند که این موضوع باعث شد این خیابان به نام "چهارمردان" نام‌گذاری شود. لازم به ذکر است که خیابان چهارمردان در سال‌های اخیر به خیابان انقلاب تغییر نام یافته است، اما همچنان با نام قدیمی خود در میان مردم شناخته می‌شود. این خیابان از نزدیکی بارگاه فاطمه معصومه، روبروی قبرستان شیخان آغاز شده و به میدان پلیس ختم می‌گردد. این خیابان که از خیابان‌های قدیمی قم است حدود ۳ کیلومتر طول دارد.

## گذرخان - کوچه ای در اول خیابان چهارمردان
گذرخان، کوچه‌ای با عرض کمتر از ۴ متر است که در دو طرف آن حدود ۱۰۰ مغازه قرار دارد. بیشتر صاحبان این مغازه‌ها عرب‌تبار هستند و بر اساس گفته‌ها، زمانی که صدام با حمله به ایران، شرایط را برای شیعیان عراقی سخت کرده بود، آنها به قم مهاجرت کردند و در اطراف خیابان چهارمردان، به‌ویژه در محله گذرخان ساکن شدند و به کسب‌وکار مشغول گردیدند.
یکی دیگر از دلایل تجمع عرب‌ها در این منطقه، وجود دو حسینیه بزرگ متعلق به نجفی‌ها در نزدیکی مسجد امام رضا (ع) است. بسیاری از عرب‌هایی که به قم می‌آیند، برای ملاقات با دوستان و اقوام خود به این دو حسینیه مراجعه می‌کنند. یکی از این حسینیه‌ها نیز خدمات اقامتی برای زائران عراقی ارائه می‌دهد. با ورود از در اصلی مسجد، گویی به یکی از کشورهای عربی قدم گذاشته‌اید؛ بیشتر افرادی که از مسجد خارج می‌شوند، لباس عربی بر تن دارند و با لهجه محلی خود صحبت می‌کنند و کمتر می‌توان ایرانی‌ها را در میان آنها دید.
بر اساس تابلویی که توسط میراث فرهنگی در این گذر نصب شده است، قدمت این گذر به ۳۰۰ سال پیش بازمی‌گردد. مدرسه علمیه آیت‌الله بروجردی، معروف به مدرسه خان، در ضلع شرقی میدان آستانه و در مجاورت این بازارچه واقع شده است. در گذشته، یکی از درهای اصلی این مدرسه از داخل گذرخان باز می‌شد، اما امروز طلاب از در دیگری که در خیابان ارم قرار دارد، رفت‌وآمد می‌کنند.
سنگ بنای این مدرسه، که از جمله بناهای دیدنی و تاریخی قم و یکی از قدیمی‌ترین مدارس علمیه به شمار می‌رود، در سال ۱۱۲۳ هجری قمری توسط مهدی قلی خان، فرزند علیقلی خان بن قرچقای خان، گذاشته شد. او در دوره  سلطان حسین یا  سلیمان، متولی آستانه مقدسه بود و به همین دلیل به نام "خان" شهرت یافت.
بر اساس اطلاعات موجود در سایت اینترنتی  بروجردی، ساختمان اولیه این مدرسه شامل چهار اتاق در یک طبقه بود، اما پس از گذشت بیش از ۲۵۰ سال از زمان ساخت، عوامل مختلف آن را به ویرانه‌ای تبدیل کرده بود. بروجردی، که به دعوت علمای قم به این شهر آمده بود، این مدرسه را احیا و بازسازی کرد. بنای جدید که در سه طبقه و با ۵۹ اتاق برای اسکان ۱۰۰ طلاب ساخته شده بود، در شامگاه هفدهم ربیع‌المولود ۱۳۷۹ قمری توسط بروجردی افتتاح شد. او همچنین برای تأمین منابع مالی مدرسه، منزلی در نزدیکی آن با کاربری تجاری ساخت و آن را وقف مدرسه کرد. مدرسه خان به مرکزی برای طلاب و اساتید مشهور تبدیل شد.
در حال حاضر، تولیت این مدرسه بر عهده نوه بروجردی، یعنی علوی طباطبایی است. تحت نظارت وی، در سال ۱۳۸۵ علاوه بر تعمیرات و تغییرات ظاهری، حجره‌های مدرسه که پیش‌تر به عنوان خوابگاه استفاده می‌شدند، به کلاس‌های درس تبدیل شدند. امروز این مدرسه دارای ۳۴ کلاس درس است و روزانه حدود ۱۴۰ درس در آن برگزار می‌شود.
محدوده اصلی گذرخان از ابتدای ورودی آن در میدان آستانه تا گرمابه فعلی امتداد دارد و با طاق‌های هلالی‌شکل پوشیده شده است. در این بخش بیش از ۳۰ مغازه وجود دارد، اما این بازار تا ابتدای خیابان چهارمردان ادامه می‌یابد و به همین نام شناخته می‌شود. در این بازار تقریباً همه آنچه که برای اقامت یک زائر لازم است، یافت می‌شود.
از ابتدا تا انتهای این بازار، بیش از ۱۰۰ مغازه وجود دارد که محصولات متنوعی از جمله گوشت، ماهی، میوه، سبزیجات، خرما، عسل، گیاهان دارویی، ترشی، لباس و حتی موبایل عرضه می‌کنند. همچنین در این بازار ۵ مهمانسرا برای اسکان زائران وجود دارد.

## بورس خرما و لباس روحانیت
در گذر خان، مغازه‌های کوچک و متعددی به چشم می‌خورد که هر کدام حال و هوای خاص خود را دارند. این بازار، با رونق ویژه‌ای که دارد، به یکی از مراکز مهم تجاری شهر تبدیل شده است. یکی از محصولاتی که در این گذر به وفور یافت می‌شود، خرما است. چندین مغازه خرمافروشی در این بازار وجود دارد که ویترین‌هایشان مملو از انواع خرماهای رنگارنگ و خوش‌عطر است.
مردی 43 ساله که در این گذر به فروش خرما مشغول است. او از تاریخچه این گذر می‌گوید و توضیح می‌دهد که در اوایل انقلاب، این گذر تقریباً متروکه بود، اما به مرور زمان و با مهاجرت عرب‌ها از عراق، رونق دوباره‌ای گرفت. محمد از گذرخان به عنوان بورس خرمافروشی مرکز شهر یاد می‌کند و اضافه می‌کند که در این بازار بیش از ۱۰ نوع خرما به فروش می‌رسد. زائران عرب از کشورهایی مانند سوریه و لبنان که به قم سفر می‌کنند، معمولاً این خرماها را به عنوان سوغات ایران با خود می‌برند.
در انتهای گذرخان و در مجاورت خیابان چهارمردان، پاساژی به نام صاحب‌الزمان(عج) قرار دارد. این پاساژ چهار طبقه و حدود ۳۰ مغازه دارد که بیشتر آن‌ها به فروش لباس‌های روحانیت اختصاص یافته‌اند. بسیاری از طلبه‌ها لباس‌های خود را از این پاساژ تهیه می‌کنند. علاوه بر این، در داخل گذرخان نیز چندین مغازه عبا فروشی وجود دارد که به این حرفه مشغولند. گذرخان از دیرباز تاکنون یکی از مراکز اصلی تهیه عبا، قبا و دیگر لباس‌های روحانیت بوده است. این کار از سال ۱۳۴۰ توسط فردی به نام کلباسی در این گذر رایج شد و تا امروز ادامه دارد. این گذر، با تاریخچه غنی و فعالیت‌های متنوعش، همچنان به عنوان یکی از نقاط مهم تجاری و فرهنگی شهر شناخته می‌شود.

## ساخت خیابان
در مورد ساخت آن گویند زمانی که رضاشاه به قم آمد در هنگام برگشت کاروان وی در کوچه‌های تنگ آن منطقه دچار اذیت شدند؛ لذا رضاشاه دو جا عصایش را به زمین زده و دستور داد سال بعد که به قم می‌آید باید در این دو جا تا انتهای شهر خیابان کشیده شده باشد؛ مکان‌هایی که امروز خیابان‌های چهارمردان و آذر(طالقانی) هستند. اين مطلب صحيح نيست زيرا که خيابان چهارمردان در زمان محمد رضا شاه ساخته شد. نقشه هاي موجود از قم از سال ۱۳۲۸ نشان مي دهد که خيابان چهارمردان در آن وقت احداث نشده بوده است.  جريان رضا شاه ممکن است مربوط به خيابان آذر و ارم باشد آنگونه که از برخي شنيده هاي محلي برمي آيد که وی کنار محل سه راه بازار کنونی ایستاد و دستور صادر کرد.منزل و دفتر آیت‌الله بروجردی که مهم‌ترین مرجع تقلید تاریخ حوزه علمیه قم است، و نیز علمایی مانند آیت الله گلپایگانی و صافی در این خیابان قرار دارد.
آرامگاه های امامزاده علی بن جعفر، امامزاده ابراهیم و مقابر معروف به گنبد سبز از مکان های تاریخی ای هستند که در نزدیکی این خیابان قرار دارند. همچنین محله های تاریخی مانند: سلطان محمد شریف، چهارمردان، سیدان، سفیدآب، سنگ بند ، پنجعلی ، عشقعلی ، میدان میر ، گذر قلعه ، گذر صادق ، گذر جدا،  الوندیه ، سجادیه ، تکیه خروس، شادقلی خان ، حندق  ، ملا محمود ، دروازه کاشان، دربهشت(باب الجنه)، آخوندیها و تکیه ارک در این خیابان یا نزدیک آن قرار دارند. در نزدیکی این خیابان چندین آب انبار تاریخی نیز وجود داشته که در اثر احداث آن ویران شدند. البته اکنون نیز چند آب انبار به صورت ویران یا محافظت شده وجود دارند.

## چهار مردان و انقلاب اسلامی
علت اهمیت خیابان چهارمردان ارتباط آن با انقلاب اسلامی است. این خیابان خاستگاه و قلب انقلاب در دوران مبارزه بود. همچنین مسجد چهارمردان، محلی است که سید روح الله خمینی در همه پرسی فروردین ۱۳۵۸ در آنجا رای خود را صندوق ریخت. نقش این محل در انقلاب، در نامی که شهرداری قم به این خیابان نهاده‌ است (خیابان انقلاب) نیز مشهود است. چه بسیار درگیری‌هایی که در این خیابان رخ داد و چه بسیار خون‌هایی که در آن به زمین ریخته شد. هم‌اکنون نیز چهارمردان یکی از مراکز برگزاری مراسم‌ سیاسی و  آیین های مذهبی در قم است.
1. ↑  «چرا باجک؟چرا زنبیل آباد؟ علت نامگذاری خیابان های معروف قم چه بود؟». www.qomna.com. دریافت‌شده در ۲۰۲۵-۰۲-۱۱.
2. ↑  «قم و نام های متفاوت محله هایش». dana.ir. دریافت‌شده در ۲۰۲۵-۰۲-۱۱.